# クルディスタン

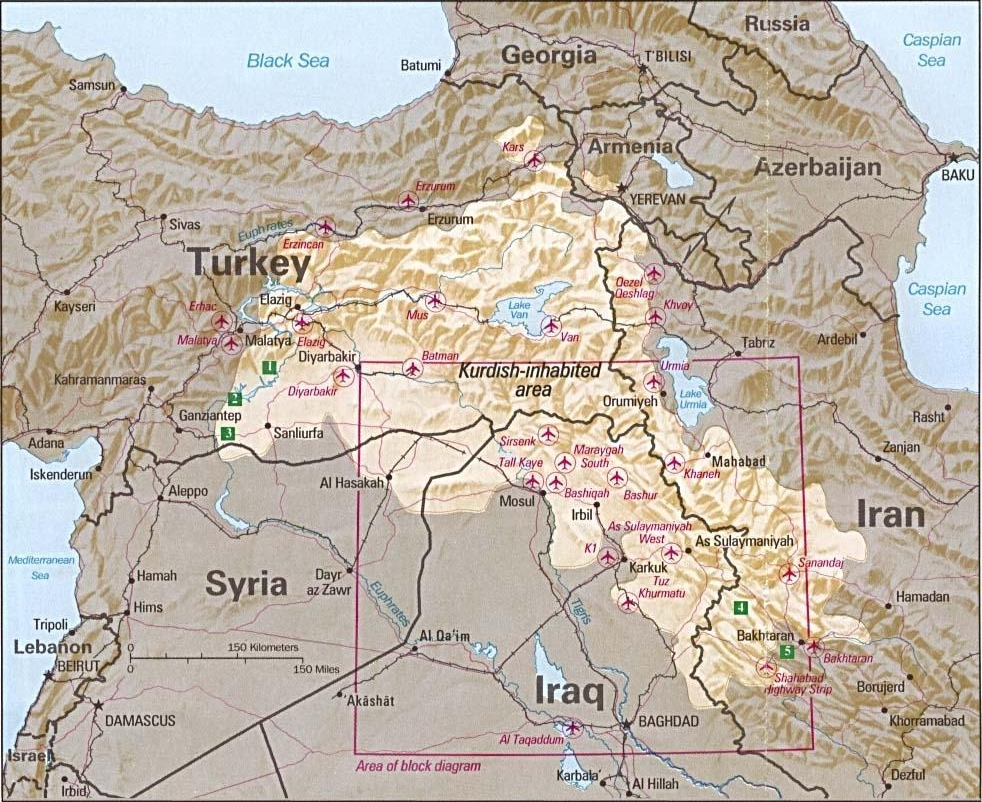
CIAの発表したクルド人居住地域の地図

クルディスタン（クルド語 كوردستان / Kurdistan）は、中東北部の一地域。トルコ東部、イラク北部、イラン西部、シリア北部とアルメニアの一部分にまたがり、ザグロス山脈とタウルス山脈の東部延長部分を包含する、伝統的に主としてクルド人が居住する地理的領域のこと。チグリス・ユーフラテス川の中上流域を中心に広がる山岳地帯である。面積は約392,000km2。
「クルド人の地／国」を意味する。ペルシア語ではコルデスターンといい、イランには同名の州コルデスターン州が存在する。イラクでは自治区のクルディスタン地域、シリアでは自治区のロジャヴァを構成する。
クルディスタンという名称は、12世紀にセルジューク朝のアフマド・サンジャルがエルデランに相当する地域（今日のイランのコルデスタン州とほぼ一致）に設置した州の名前として、初めて使われた。
特定のクルド人の都市では、都市集落は先史時代にさかのぼることができる。特に、ピランシャールには約8,000年前の都市集落があり、エルビルには約6,000年前の都市集落がある。

## 歴史

### 古代

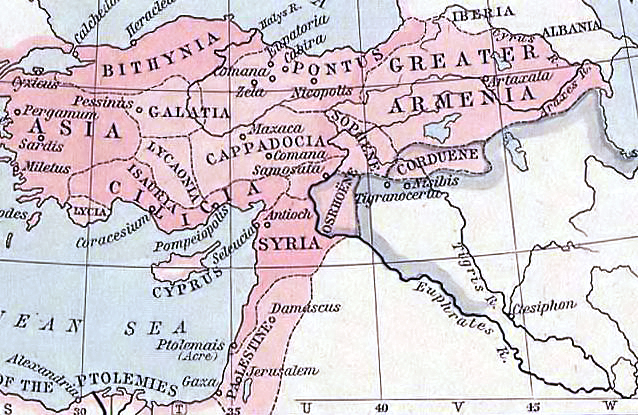
カルドゥチ、紀元前60年頃

紀元前3000年頃、シュメールの楔形文字の粘土板に"Kar-da"ないしは"Qar-da"と呼ばれる土地の名前が現れる。ゴッドフリー・ロールズ・ドライヴァーはこれを「クルド」の最も初期の形であると示唆しており、その説に倣うならば、これが最も早いクルドに関する記録となる。
今日、クルディスタンとして知られている地域はペルシア（イラン）とメソポタミアの間、ヴァン湖の南と南東の高山地域のことである。ここは、クセノポンの時代以前よりクルド人が支配しており、カルドゥチ（英: Carduchi, Cardyene, Cordyene, 希: Καρδούχοι）の名で知られる国が存在した。
古代ローマはその絶頂時に、クルド人が住んでいる広大な地域、特に中東の西と北のクルド人地域を支配した。カルドゥチのようなクルド人王国は、ローマ帝国の封建州となっていた。紀元前189年から384年、古代カルドゥチは北メソポタミアを支配した。この王国はティグラノセルタ (Tigranocerta) の東に存在した。トルコの南東にある今日のディヤルバクルの東側および南側に相当する。カルドゥチは、紀元前66年にローマ共和国の封建州となり、384年までローマと同盟状態にあった。
「クルドの地」の語が初期の記録に現れた一例として、シリア語でのキリスト教の文章がある。この文章は中東での聖アブディショの様なキリスト教の聖者を記述している。サーサーン朝のマルズバンがアブディショに出身の地を聞いた際に、彼は両親がアッシリアの村ハザ (Hazza) の出身であると答えた。しかし、両親は異教徒によりハザから追い出され、タマノン (Tamanon) に定住した。そこは、アブディショによると「クルドの地」であった。この村は、現在のイラクとトルコの国境の北、現在のアルビールの南西12kmに存在する。同じ文章の他の部分ではハブール川地域が「クルドの地」と記載されている。

### 中世

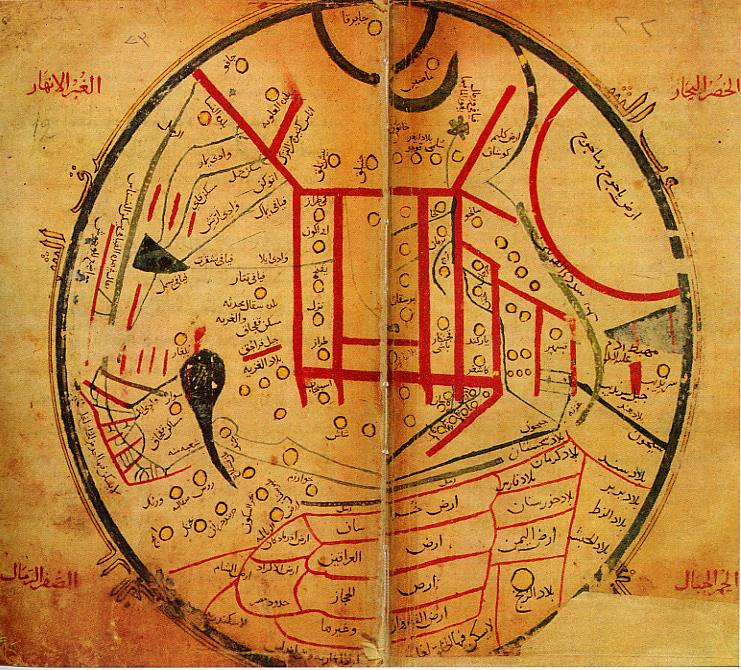
マフムード・カーシュガリーによる地図（1074年）。アルズ・アッシャーム（シリア）とアルズ・アル＝イラーキイン（両イラク：イラーキ・アラブとイラーキ・アジャムすなわちイラン）の間にアルズ・アル＝アクラード（クルドの地）がある。

10世紀後半、地域には5つの地方王朝が成立した。北側をシャッダード朝（951年 - 1174年：アルメニアとアッラーンの一部）と、ラワード朝（955年 - 1221年：タブリーズとマラーゲ付近）に、東側をハサナワイフ朝（959年 - 1015年）とアナーズ朝（990年 - 1116年：ハルワーン、ケルマーンシャー、ハーナキーン）、西側にマルワーン朝（990年 - 1096年：ディヤルバクル）が支配した。
中世のクルディスタンは「イマーラト」すなわちアミール領と呼ばれる半独立、一部独立の国家集合体であった。通常、これらはカリフやシャーの間接的な政治的、宗教的影響下にあった。これらのクルディスターンの諸勢力と近隣国との複雑な関係は、1597年にシェレフハーン・ベドリースィー (クルド語: Şerefxan Bedlîsî)による鑑文学「シャラフナーメ」に記載されている。よく知られているクルド系アミール領は、今日のイラクのババン、ソラン、ベフディナン、ゲルミヤン、トルコのバクラン、ボフタン、ベドリース、イランのムクリヤン、エルデランに相当する。

### 近代

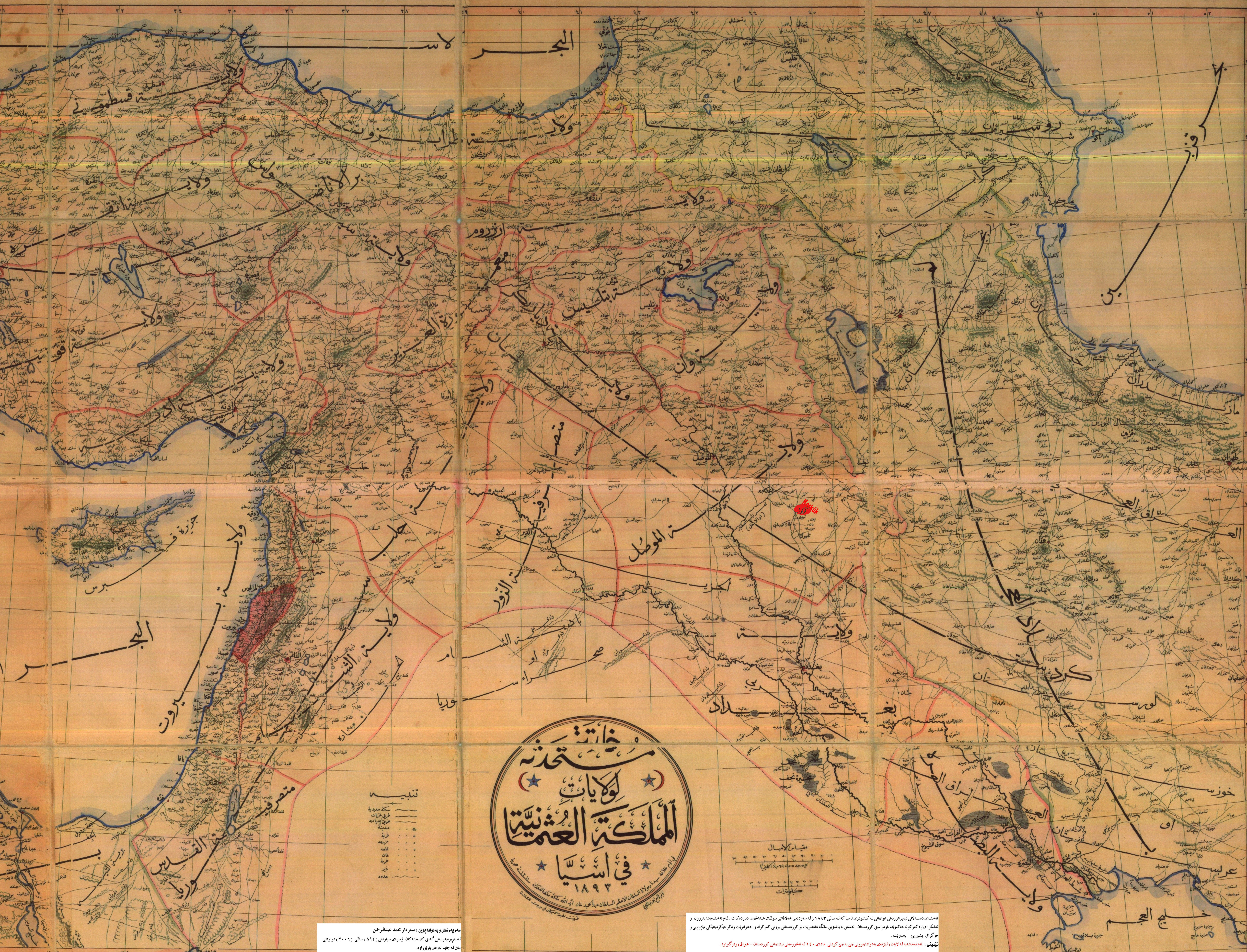
アブデュルハミド二世の時代にアラビア語で印刷されたオスマン帝国の地図にあるクルディスターン地方

クルディスタンの旗。現在はイラク領クルディスタン地域の旗。

16世紀に、クルド人居住区は、長い戦いの後サファヴィー朝とオスマン帝国に分割された。クルディスタンに対する最初の重要な分割は1514年のチャルディラーンの戦いの後に行われ、1639年のズハーブ条約により公式のものとなった。第一次世界大戦前には、ほとんどのクルド人はオスマン帝国内のクルド州に住んでいた。オスマン帝国の解体後、連合国は旧オスマン領のこの地域を分割し複数の国を作る合意と計画を行っていた。批准されなかったセーヴル条約に基づいた、アルメニア沿いにあるクルディスタンもその一つであった。しかし、ケマル・アタテュルクによるアナトリア東部の再占領や他の差し迫った問題が、連合国にトルコとの再交渉を認めさせた。結果、ローザンヌ条約により、現在のトルコ共和国の国境の大部分が確定された。これによりクルディスタンの独立の機会は失われた。クルディスタンの他の領域は、両条約において、イギリスとフランスによる委任統治領（イラクとシリア）の内部に併合された。
第二次世界大戦後をにらんだ1945年のサンフランシスコ会議において、クルド人の代表団は、クルド人が主張するクルディスタンの地理的な範囲を示した。この提案では、地域はアダナ近くの地中海の海岸から、ブーシェフル近くのペルシア湾の海岸まで広がっている。これには、ザグロス山脈の南の居住区であるルアも含まれている。
第一次世界大戦後はサイクス・ピコ協定を基本とした国際協定によりクルディスタンはいくつかの国に分割され、それぞれの国においてクルド人は少数派である。クルド人同士は国境を越えた往来がある。それは密貿易や、それぞれの国において自治権拡大や独立を求めての政治活動・軍事行動も含む。トルコは国外に拠点を置くクルド人勢力への越境攻撃も行っている。
1946年1月、イラン西部のクルド人はソビエト連邦の支援を得てマハーバード共和国を樹立したが、同年中に独立を認めないイラン政府の猛攻により瓦解した。これによりイラン国内のクルド人が弾圧されるようになったが、1978年までにイラン革命の機運が高まるとこれに乗じ、イラン・クルディスタン民主党を中心に自治権の獲得を目指した。
しかし革命後のホメイニ政権はイラン・クルディスタン民主党を非合法化して弾圧、イラン・クルディスタン民主党はケルマーンシャー州の都市や西アーザルバーイジャーン州のマハーバードを占拠して対抗したが、イラン政府軍と革命防衛隊の猛攻により1979年9月3日までに制圧された。
1991年の湾岸戦争の終結時、連合国は北イラクに安全地域を創設した。イラク軍が北部の3つの県から撤収した際に、イラクのクルディスタンはイラク内部の自治勢力として浮上し、1992年には地方政府と議会が作られた。
シリア内戦（2011年～）において、クルド人民防衛隊を主体とするシリア民主軍がシリアの一部を支配している。

## 主要都市
- イラク領内
  - アルビル（クルド語：ヘウレィル）
  - スレイマニヤ （クルド語：スレィマニ） - イラク北部、1922年メフムード・ベルゼンジ（英語版）がクルディスタン王国（英語版） （正確には、クルディスタンのシャー）を宣言した
  - キルクーク（クルド語：ケルクーク） - 石油を産する、イラク・テュルクメン人も多数居住する
  - ディアナ（英語版）
  - モースル / ニネヴェ - チグリス川沿いの双子都市
- トルコ領内
  - ディヤルバクル（クルド語：アメド）
  - ビトリス （クルド語：ビドリース）
  - ムシュ （クルド語：ムーシュ）
  - ジズレ （クルド語：ジュズィル）
  - スィイルト（クルド語：セィルト）
- シリア領内
  - カーミシュリー（クルド語：カムシロ）
  - ハサカ（クルド語：ヘスィチェ）
- イラン領内
  - オルーミーイェ （クルド語：ウルメィ）
  - マハーバード （クルド語：メハバド）
  - サナンダジュ （クルド語：スネ）

## クルド人自治区
- クルディスタン自治区（イラク領）
- ロジャヴァ・クルド人自治区（シリア領）

## 主な政党
- イラク
  - クルディスタン民主党（KDP）…イスラム教スンニ派。親トルコ。中道右派。
  - クルディスタン愛国同盟（PUK）…世俗主義。親イラン。左派。
  - クルディスタン労働者党 (イラク)…世俗主義。左翼。
- イラン
  - イラン・クルディスタン民主党（PDKI）…世俗主義。左派。
  - コマラ（KZK）…世俗主義。左翼。
- トルコ
  - 国民民主主義党（HDP）…世俗主義。左翼。
  - 民主的諸地域党（DBP）…世俗主義。左翼。
  - クルディスタン労働者党（PKK）…世俗主義。極左。
- シリア
  - クルド民主統一党（PYD）…世俗主義。左翼。

## 関連文献
- 山口昭彦 編『クルド人を知るための55章』明石書店〈エリア・スタディーズ〉、2019年。